# عزبة العناني
عزبة العناني إحدى قرى مركز منوف التابعة لمحافظة المنوفية في مصر.